# Mon (Sprache)
Mon (birmanisch မွန်ဘာသာစကား thailändisch ภาษามอญ) ist eine austroasiatische Sprache, die von den in Myanmar und Thailand lebenden Mon gesprochen wird. Im Unterschied zu den meisten anderen Sprachen Südostasiens ist Mon, wie auch das verwandte Khmer, keine tonale Sprache. Mon wird von etwa einer Million Sprechern genutzt. In den letzten Jahrzehnten hat die Verwendung des Mon in der jüngeren Generation stetig abgenommen. Viele Mon sind heute nur noch der birmanischen Sprache mächtig. Die meisten Sprecher des Mon leben im Mon-Staat, gefolgt von der Tanintharyi-Division und dem Kayin-Staat.
Die Schrift der Mon ist aus der indischen Brahmi-Schrift abgeleitet und diente als Grundlage der heutigen birmanischen Schrift.

## Geschichte
In der Geschichte Birmas war Mon über lange Zeit bis ins 12. Jahrhundert die dominierende Sprache des Irawaddy-Tales, von den Mon-Königreichen des unteren Flusslaufes bis nach Bagan an dessen Oberlauf. Dies blieb auch so, nachdem das Mon-Königreich von Thaton 1057 von Bagan unterworfen worden war. König Kyanzittha von Bagan (reg. 1084 bis 1112) war ein Bewunderer der Kultur der Mon und förderte die Verwendung der Sprache und insbesondere der Schrift der Mon, die er als Vorlage für seine neu entwickelte birmanische Schrift nahm. Während dieser Zeit entstand die Myazedi-Inschrift, die in vier Sprachen verfasst wurde: Pali, Pyu, Birmanisch und Mon. Nach dem Tod Kyanzitthas verblasste der Einfluss des Mon und die altbirmanische Sprache ersetzte Mon und Pyu als Lingua Franca.
In Thailand gibt es sehr viele Inschriften aus der Dvaravati-Ära, die in Mon abgefasst sind, doch sind die Urheber meist nicht bekannt (es kann sich um Mon, Mon-Malaien oder Khmer handeln). Spätere Inschriften des Mon (zum Beispiel in Lavo – Lop Buri) weisen den Khmer gegenüber unterwürfige Texte auf.
Nach dem Fall von Bagan erlebte die Sprache der Mon eine neue Blütezeit und wurde im Gebiet des heutigen unteren Birma wieder die Verkehrssprache, insbesondere in Bago (Hanthawaddy, 1287 bis 1539). Da diese Gegenden meist von Mon bewohnt waren, blieb Mon bis in die Mitte des 19. Jahrhunderts bestimmend. Nachdem die Briten 1852 jedoch das untere Birma ihrem Kolonialreich eingegliedert hatten, förderten sie den Zuzug anderer Bevölkerungsteile ins Irawaddy-Delta, um die Landwirtschaft und den Reisanbau zu fördern. Diese Menschen brachten ihre Sprachen mit und das Mon wurde auf lokale Bedeutung zurückgedrängt.
Unter der britischen Kolonialverwaltung dümpelte das Mon dahin, und nach der Unabhängigkeit nahm die Zahl der Sprecher noch mehr ab, da die jeweiligen Regierungen Birmas keine oder nur unzureichende Unterstützung für die Minderheitensprachen des Landes boten. Heute wird insbesondere die alte Schrift der Mon fast nur noch von Mönchen beherrscht. In den von den Mon kontrollierten Grenzbereichen zwischen Birma und Thailand gibt es allerdings Schulen, in denen das Mon gelehrt und verwendet wird.

## Dialekte
Es gibt drei Hauptdialekte des Mon in Birma, die den verschiedenen von den Mon bewohnten Gegenden zugeordnet werden können: den zentralen, den Bago- und den Ye-Dialekt. Der zentrale Dialekt wird in den Gebieten um Mottama und Moulmein gesprochen, doch verstehen sich die Sprecher aller drei Dialekte untereinander. Etwas größere Unterschiede finden sich im Thai-Mon, der von Mon in Thailand benutzt wird, doch ist auch dieser Dialekt von allen Mon fassbar.

## Schrift
Die alte Mon-Schrift tritt zunächst im 6. Jahrhundert auf Inschriften in Nakhon Pathom und Saraburi (beide in Thailand) auf und diente als Grundlage der birmanischen Schrift sowie der Lan-Na-Schrift (Tai Tham), die in Nord-Thailand und Laos für buddhistische Texte verwendet wird. Die moderne Schrift des Mon benutzt zahlreiche diakritische Zeichen und Buchstaben für Phoneme, die im Birmanischen unbekannt sind. Auch gibt es einen großen Unterschied zwischen dem gesprochenen Mon und der Schriftsprache.
Das Alphabet des Mon weist 35 Konsonanten auf, darunter ein als Konsonant behandelter Vokal.